# Metatyuyamunit

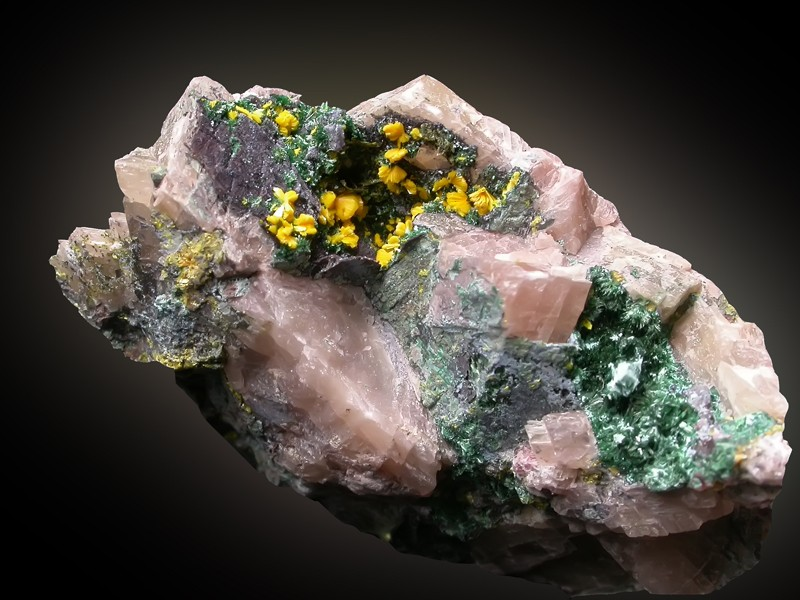

Metatyuyamunit este un mineral foarte puternic radioactiv de vanadiu și uraniu, deci este un vandat radioactiv. Este foarte asemănător din punct de vedere chimic cu tyuyamunitul, ce are, de altfel, aceeași formulă chimică cu acesta, exceptând apa de cristalizare (tyuyamunitul conține 6 până la zece molecule de apă de cristalizare, iar metatyuyamunitul sub 6 molecule de apă de cristalizare).